# Покрет за народ и државу
Покрет за народ и државу је најављени политички покрет у Србији. У марту 2023. најавио га је председник Србије и бивши председник Српске напредне странке Александар Вучић.

## Историја

### Позадина
Српску напредну странку (СНС) основали су 2008. Томислав Николић и Александар Вучић, који су претходно напустили Српску радикалну странку. Николић је био предводник странке до 2012. када је поднео оставку пошто је изабран за новог председника Србије. Вучић је постао нови председник СНС а Николића је наследио и на месту председника државе 2017.
На општим изборима 2022. СНС је добио мање гласова и мандата него на парламентарним изборима 2020. Вучић је у септембру 2022. најавио 
могућност за стварањем политичког блока или покрета који би деловао као „ребрендирани” СНС. Листови Нова и Време упоредили су идеју новог поретка са Сверуским народним фронтом притом наводећи да је заправо једини циљ ова два блока да ојачају лични углед Вучића и Владимира Путина. У медијима се помињало више имена која би могао носити нови покрет: Покрет за Србију, Српски блок, Моја Србија.

### Оснивање покрета
Дана 8. марта 2023. Вучић је најавио образовање Народног покрета за државу. Политиколог Бобан Стојановић је формирање НПЗД описао као припрему Вучића и СНС за наредне ванредне парламентарне изборе. Вучић је навео да СНС неће бити распуштен и да ће НПЗД деловати као „надпартијски покрет”. Вучић је 11. марта организовао скупове за промоцију покрета у Врању 11. марта и Панчеву 19. маја. Милош Вучевић, министар одбране Србије, наследио је Вучића на месту председника СНС 27. маја.
Првобитно је најављено да ће оснивање покрета бити озваничено на Видовдан. Међутим, Вучић је непосредно пре тог празника најавио да ће формирање покрета ипак бити озваничено до септембра 2023. У августу Вучевић и Дарко Глишић, председник Извршног одбора СНС, најавили су пак да ће покрет бити званично основан до почетка јесени. На седници Главног одбора СНС, која је одржана у октобру 2023, није било помена о НПЗД. Крајем октобра Вучић је саопштио да ће се НПЗД формирати у наредном периоду.
Крајем марта 2025. објављено је ко су чланови иницијалног одбора за оснивање покрета : 
1. Александар Вучић, председник Републике Србије
2. академик Бела Балинт
3. академик Светислав Божић
4. проф. др Светлана Милетић Дракулић
5. проф. др Ненад Арсовић
6. проф. др Горан Станојевић
7. проф. др Ђуро Мацут
8. Марина Пападакис
9. Демо Бериша
10. проф. др Борис Братина
11. проф. др Бранко Ракић
12. проф.др Дејан Ђурђевић
Покрет је званично регистрован 28.марта 2025, а промовисан на тродневном скупу " Не дамо Србију"  од 11. до 13.априла 2025. у Београду , у јеку протеста који су 5 месеци потресали Србију. 

## Чланице
| Име | Име                                      | Вођа                         | Идеологија                                             | Политичка позиција    |
| --- | ---------------------------------------- | ---------------------------- | ------------------------------------------------------ | --------------------- |
|     | Српска напредна странка (СНС)            | Милош Вучевић                | популизам                                              | велики шатор          |
|     | Социјалистичка партија Србије (СПС)      | Ивица Дачић                  | социјалдемократија популизам                           | леви центар           |
|     | ПУПС — Солидарност и правда              | Милан Кркобабић              | интереси пензионера                                    | десни центар          |
|     | Социјалдемократска партија Србије (СДПС) | Расим Љајић                  | социјалдемократија                                     | леви центар           |
|     | Јединствена Србија (ЈС)                  | Далибор Марковић             | популизам национални конзервативизам                   | десница               |
|     | Здрава Србија (ЗС)                       | Милан Стаматовић             | национални конзервативизам                             | десница               |
|     | Српски покрет обнове (СПО)               | Александар Цветковић         | монархизам                                             | десни центар          |
|     | Покрет социјалиста (ПС)                  | Бојан Торбица                | левичарски национализам                                | леви центар           |
|     | Народна сељачка странка (НСС)            | Маријан Ристичевић           | аграризам                                              | десница               |
|     | Уједињена сељачка странка (УСС)          | Милија Милетић               | аграризам                                              | десни центар          |
|     | Зелени Србије (ЗС)                       | Иван Карић                   | зелена политика                                        | леви центар           |
|     | Савез социјалдемократа (ССД)             | Дејан Булатовић              | социјалдемократија                                     | леви центар           |
|     | Српска радикална странка (СРС)           | Војислав Шешељ               | Ултранационализам                                      | десничарски популизам |
|     | Заветници                                | Милица Ђурђевић Стаменковски | ултранационализам                                      | крајња десница        |
|     | Српска левица (СЛ)                       |                              | социјализам                                            | левица                |
|     | Покрет снага Србије (ПСС)                | Драгомир Карић               | конзерватизам                                          | десни центар          |
|     | Санџачка демократска партија (СДП)       | Самир Лекић                  | - интереси бошњачке мањине - друштвени конзервативизам | десни центар          |